# Központi járás (Pest-Pilis-Solt-Kiskun vármegye)
Pest-Pilis-Solt-Kiskun vármegye Központi járása 1922 és 1950 között működött, székhelye Budapest volt. Fennállása alatt területe szinte folyamatosan változott, ezért a különböző időpontokra vonatkozó népességi adatai nehezen összevethetőek.
A járás megalakulására a Kispesti járás átszervezésével, ez utóbbi egyidejű megszűnésével került sor 1922-ben, megszűnésére pedig az 1950-es megyerendezés során került sor 1950. február 1-jén, miután egy hónappal korábban Dunaharaszti kivételével valamennyi községét Budapesthez csatolták Nagy-Budapest kialakításakor.

## Fekvése
A Központi járáshoz Budapest közvetlen közelségében fekvő községek tartoztak. A formálódó Nagy-Budapest területén fekvő, illetve a Központi járáshoz tartozó községek köre nagy részben átfedte egymást. Azon települések közül, amelyek rövidebb-hosszabb ideig a Központi járáshoz tartoztak, csupán három volt (Budaörs, Dunaharaszti és Törökbálint), amelyeket 1950-ben nem csatoltak Budapesthez. Megfordítva, az 1950-ben Budapesthez csatolt települések közül mindössze négy olyan volt, amelyek soha nem tartoztak a Központi járáshoz (Újpest már korábban rendezett tanácsú város volt, Kispest a Központi járás megalakulásakor lett az, Rákospalota a Váci járásból kiválva lett város egy évvel később, Békásmegyer pedig mindvégig a Pomázi, majd Szentendrei járáshoz tartozott.
A járás fennállása alatt mindvégig határos volt Budapesttel és Pest-Pilis-Solt-Kiskun vármegye Alsódabasi, Gödöllői, Monori, Ráckevei, továbbá Biai illetve az ebből szervezett Budakörnyéki járásával, ezenkívül rövidebb-hosszabb ideig a Gyömrői és a Pomázi járásokkal, valamint Fejér vármegye Adonyi és Váli járásaival.
A Központi járás területnagysága alapján az ország kisebb járásai közé tartozott, népességét és népsűrűségét tekintve viszont egyaránt az első helyen állt, gyakori területváltozásai ellenére egész fennállása alatt. Népessége, gazdasága és infrastruktúrája Budapest közelségének köszönhetően rendkívül gyorsan fejlődött.

## Története
A Központi járást 1922-ben szervezték a Kispesti járás átszervezésével ennek öt és a Biai járás hat községének idecsatolásával (név szerint Csepel, Dunaharaszti, Erzsébetfalva, Pestszentlőrinc és Soroksár, illetve Albertfalva, Budafok, Budaörs, Budatétény, Nagytétény és Törökbálint). A Központi járás megalakulásával egyidejűleg Kispest rendezett tanácsú várossá alakult.
A későbbiek során a járás területe többször bővült és szűkült más főváros-környéki járások rovására illetve javára. Községei közül Erzsébetfalva 1923-ban, Budafok 1926-ban, Pestszentlőrinc 1936-ban, Csepel pedig 1949-ben alakult rendezett tanácsú, illetve megyei várossá, 1950-ben azonban ezek mindegyikét Budapesthez csatolták.

## Községei
Az alábbi táblázat felsorolja a Központi járáshoz tartozott községeket, bemutatva, hogy mikor tartoztak ide, és hogy hova tartoztak megelőzően, illetve később. Az utolsó oszlop a települések 2010 elején érvényes kistérségi beosztását tünteti fel.
| Község           | Mikortól | Honnan                                | Meddig | Hova                              | Kistérség (2010.) |
| ---------------- | -------- | ------------------------------------- | ------ | --------------------------------- | ----------------- |
| Albertfalva      | 1922     | Biai járásból                         | 1934   | Budakörnyéki járáshoz             | Budapesti         |
| Budafok          | 1922     | Biai járásból                         | 1926   | rendezett tanácsú várossá alakult | Budapesti         |
| Budaörs          | 1922     | Biai járásból                         | 1934   | Budakörnyéki járáshoz             | Budaörsi          |
| Budatétény       | 1922     | Biai járásból                         | 1934   | Budakörnyéki járáshoz             | Budapesti         |
| Cinkota          | 1936     | Gödöllői járásból                     | 1949   | Budapesthez csatolták             | Budapesti         |
| Csepel           | 1922     | Kispesti járásból                     | 1949   | rendezett tanácsú várossá alakult | Budapesti         |
| Dunaharaszti     | 1922     | Kispesti járásból                     | 1950   | Ráckevei járáshoz                 | Ráckevei          |
| Erzsébetfalva    | 1922     | Kispesti járásból                     | 1923   | rendezett tanácsú várossá alakult | Budapesti         |
| Mátyásföld       | 1933     | Gödöllői járásból (Cinkota határából) | 1949   | Budapesthez csatolták             | Budapesti         |
| Nagytétény       | 1922     | Biai járásból                         | 1934   | Budakörnyéki járáshoz             | Budapesti         |
| Pesthidegkút     | 1924     | Pomázi járásból                       | 1934   | Budakörnyéki járáshoz             | Budapesti         |
| Pestszentimre    | 1930     | (Soroksár határából)                  | 1949   | Budapesthez csatolták             | Budapesti         |
| Pestszentlőrinc  | 1922     | Kispesti járásból                     | 1936   | rendezett tanácsú várossá alakult | Budapesti         |
| Pestújhely       | 1924     | Váci járásból                         | 1949   | Budapesthez csatolták             | Budapesti         |
| Rákoscsaba       | 1936     | Gödöllői járásból                     | 1939   | Gödöllői járáshoz                 | Budapesti         |
| Rákoshegy        | 1924     | Gödöllői járásból                     | 1949   | Budapesthez csatolták             | Budapesti         |
| Rákoskeresztúr   | 1936     | Gödöllői járásból                     | 1939   | Gödöllői járáshoz                 | Budapesti         |
| Rákosliget       | 1936     | Gödöllői járásból                     | 1939   | Gödöllői járáshoz                 | Budapesti         |
| Rákosszentmihály | 1924     | Gödöllői járásból                     | 1949   | Budapesthez csatolták             | Budapesti         |
| Sashalom         | 1924     | Gödöllői járásból                     | 1949   | Budapesthez csatolták             | Budapesti         |
| Soroksár         | 1922     | Kispesti járásból                     | 1949   | Budapesthez csatolták             | Budapesti         |
| Törökbálint      | 1922     | Biai járásból                         | 1934   | Budakörnyéki járáshoz             | Budaörsi          |

1. 1 2 3 4 5 6 7 8 9 10 11 12 13 14 15 16 17 18 19  Budapest része 1950 óta